# Postimperialismus
Postimperialismus, ein strukturalistischer Begriff der Internationalen Beziehungen, bedeutet: ein Stadium oder Verhältnisse nach dem Imperialismus. Je nach dem gewählten Kriterium für das Ende des Imperialismus ist aber durchaus Unterschiedliches gemeint:
- Verhältnisse in oder zwischen den Ex-Kolonien und den Ex-Kolonialmächten, wenn die Auflösung der Kolonialreiche oder Imperien als Zäsur genommen wird. In diesem Sinne nutzen diesen Begriff etwa die Vertreter der postkolonialen Kulturtheorie oder der postimperialistischen Entwicklungstheorie.[2]
- ein Stadium des Kapitalismus mit befriedeten Verhältnissen zwischen den kapitalistischen Metropolen, wenn die Herstellung einer stabilen Kooperation zwischen den expansiven Industriestaaten als Endpunkt des Imperialismus gilt.[3] Postimperialismus wäre dann – je nach Detailauffassung – ein Oberbegriff oder ein Synonym für Ultra-Imperialismus und/oder Super-Imperialismus gemäß der marxistischen Imperialismuslehre.